# Gung Ho!
Gung Ho! (bra: Gung Ho!) é um filme norte-americano de 1943, do gênero guerra, dirigido por Ray Enright e estrelado por Randolph Scott e Noah Beery, Jr..

## Recepção
O jornal A Cena Muda, do Rio de Janeiro, especializado em cinema, numa escala de 1 (regular) a 4 (ótimo), deu nota 2 ao filme, por suas "cenas interessantíssimas".

## Sinopse
O Coronel Thorwald recebe a missão de constituir um esquadrão de soldados destemidos para lutar nas selvas. O objetivo era atacar a Ilha de Makin, tomada pelos japoneses. Esse esquadrão foi formado com a escória das Forças Armadas: desajustados, desordeiros, psicopatas e assassinos. Missão cumprida, esses sociopatas, tanto os que sobreviveram quanto os que ficaram para trás, foram tratados como patriotas de corpo e alma.

## Elenco
| Ator/Atriz       | Personagem          |
| ---------------- | ------------------- |
| Randolph Scott   | Coronel Thorwald    |
| Noah Beery, Jr.  | Kurt Richter        |
| Alan Curtis      | John Harbison       |
| J. Carrol Naish  | Tenente Cristoforos |
| David Bruce      | Larry O'Ryan        |
| Richard Lane     | Capitão Dunphy      |
| Walter Sande     | McBride             |
| Louis Jean Heydt | Tenente Browning    |
| Robert Mitchum   | Pig-Iron            |
| Rod Cameron      | Rube Tedrow         |
| Grace McDonald   | Kathleen Corrigan   |
| Milburn Stone    | Comandante Blake    |

## Literatura
- Filho, Rubens Ewald (2002). Dicionário de Cineastas. São Paulo: Companhia Editora Nacional. ISBN 8504000885